# 1987年大韓民国大統領選挙
1987年大韓民国大統領選挙（1987ねんだいかんみんこくだいとうりょうせんきょ、韓国語: 1987년 대한민국 대통령 선거）は、大韓民国の第13代大統領を選出するために1987年12月16日に行なわれた選挙である。なお、国民による直接選挙による大統領選挙は1971年の第7代大統領選挙以来16年ぶりである。選挙回数の呼び方は、韓国では「第○回」ではなく「第○代」と呼ばれるのが一般的である。

## 概要
1987年初頭の、学生朴鍾哲の弾圧死を発端に、6月民主抗争において民主化要求デモが盛り上がりを見せると、政権与党の盧泰愚民正党代表最高委員は6月29日に6．29民主化宣言（以下「6・29宣言」）を発表するに至った。本選挙は、同年10月29日に公布された大統領直接選挙制を軸とする第6共和国憲法（施行は88年2月25日であるが、大統領選挙に関しては施行前でも適用する旨を附則に明記）の下で実施された大統領選挙で、12月16日に投票が行われた。
選挙では、与党民主正義党（以下、民正党）の盧泰愚候補、野党統一民主党（以下、民主党）の金泳三候補、平和民主党（以下、平民党）の金大中候補、新民主共和党（以下、共和党）の金鍾泌候補の有力4候補が自身の出身地域における地域感情を動員した選挙戦を展開したが、野党分裂に助けられる形で盧泰愚候補が当選した。
また、選挙運動期間中に大韓航空機爆破事件が発生している。

## 直選制改憲
「6・29宣言」を受け、同年7月1日、全斗煥大統領は同宣言の受け入れを表明した。7月8日には金大中民主化推進協議会（民推協）共同議長を含む在野人士2000名以上に対する赦免・復権を実現した。
直接選挙制導入のための大韓民国憲法改正を巡る交渉は民正党と民主党からそれぞれ4名の委員を出し合って構成された所謂「8人政治会談」で行われ、8月1日に初会合が行われた。
与野党間では大統領の任期（与党は1期6年で再選禁止、野党は1期5年で再選容認をそれぞれ主張）や選挙権取得年齢（与党は20歳、野党は18歳を主張）、候補者資格（与党側は立候補までに5年の国内居住を主張）等をめぐり、双方に隔たりがあった。野党側は選挙権取得年齢を18歳とすることで若年層の大統領選挙の大量動員を狙い、与党は大統領選挙候補者資格要件として「国内居住5年」を設けることで82～85年まで病気療養を理由としてアメリカで生活を送っていた金大中の立候補を阻みたい思惑をそれぞれ持っていた。最終的に選挙権取得年齢については憲法には明記せず法律で別途明記することが定められ、与党は候補者資格「国内居住5年」を取り下げるなど大幅譲歩し、「8人政治会談」の交渉は8月末までに完全妥結した。
「8人政治会談」での合意を受けて、9月21日に与野党合意の下で憲法改正案が国会に発議され、10月13日に憲法改正のための国民投票が公示され、同月27日の国民投票において9割以上の賛成で承認された。これが通称「第六共和国憲法（朝鮮語: 제6공화국 헌법）」である。

## 政党の離合集散
6・29宣言によって全斗煥大統領の後任を決める大統領選挙は国民の直接選挙で行われることが確定し、与野党は大統領選挙に向けた態勢作りを本格化させた。
与党：民正党は6月10日の全党大会で盧泰愚代表最高委員を大統領候補に決定していたが、野党：民主党では態勢作りが遅れた上に候補者指名をめぐって金泳三と金大中の所謂「両金」間での対立が表面化した。両金とも一本化では合意しており話し合いが重ねられたが、双方とも出馬を譲らず結局失敗に終わった。
そして10月28日、金大中は自身の出身地である全羅道の強力な支持を背景に大統領選挙出馬と新党結成を表明し、民主党を離党したことで野党勢力は事実上分裂した。11月12日、民主党を離党した東橋洞系議員を中心とした平民党を結成、金大中は同党の総裁兼大統領候補となった。
政界を引退していた金鍾泌元総理も7月15日に大統領選への出馬を示唆、地元である大田市を中心に活動を活発化させ、両金の決別が確実となった9月末の28日に政界復帰を表明した。そして10月30日に国民党議員などが参加した共和党を結成、同党の大統領候補になった。
こうして10月末までに「1盧3金」による大統領選挙の構図が固まってきた。
野党勢力の分裂は、共に民主化運動を進めてきた在野勢力にも及び、在野の主要勢力は1盧3金の中で進歩的とされた平民党の金大中候補を批判的に支持（批支）したが、民主党の金泳三候補を前提とした単一化をあくまで推し進めるグループ（候単）、既存政党に批判的な勢力による独自民衆候補の擁立を目指すグループ（独候）、など選挙への対応がまとまらず、民主憲法争取国民運動本部（国本）は分裂状態に陥った。

## 選挙制度と選挙日程
制度の概要
- 選挙方法：国民の直接選挙
- 選挙権：20歳以上の韓国国民
- 被選挙権：40歳以上の韓国国民
- 候補者：政党の党員である候補者は当該政党の推薦、無所属候補者は5千名以上7千名以下の選挙権者による推薦署名が必要
- 預託金：政党候補者は5千万ウォン、無所属候補者は1億ウォン。有効投票総数の100分の5以上、つまり5％以上の得票を得た場合において候補者に返還される。
- 当選：有効投票総数で最多得票を得た候補が当選。候補者が一人だけの場合は、選挙権者総数の3分の1以上の得票を得た場合において当選。

選挙日程
- 候補者登録期間：1987年11月16日～23日
- 不在者申告期間：1987年11月16日～23日
- 選挙運動期間：1987年11月16日～12月15日
- 投票日：1987年12月16日

## 候補者
選挙は11月16日に公示され、16日から23日までの候補登録期間において8名が登録した。しかし選挙は、与党民正党の盧泰愚候補、野党民主党の金泳三候補、民主党から脱党して結成した平民党の金大中候補、朴正煕政権時代の与党である民主共和党の人々を中心として結成された共和党の金鐘泌候補の事実上4名（1盧3金）による争いとなった。
| 候補者            | 政党名                                | 備考                                                                 |
| ----------------- | ------------------------------------- | -------------------------------------------------------------------- |
| 盧泰愚 （노태우） | 民主正義党 （민주정의당）             | TK（大邱・慶尚北道）地域で強い支持                                   |
| 金泳三 （김영삼） | 統一民主党 （통일민주당）             | PK（釜山・慶尚南道）地域で強い支持                                   |
| 金大中 （김대중） | 平和民主党 （평화민주당）             | 全羅道（光州・全羅北道・全羅南道）地域で絶対的な支持を集める         |
| 金鍾泌 （김종필） | 新民主共和党 （신민주공화당）         | 忠清南道で強い支持を集める                                           |
| 洪淑子 （홍숙자） | 韓国社会民主党 （한국사회민주당）     | 投票日前の12月5日に金泳三候補の支持を表明し、立候補を辞退            |
| 白基玩 （백기완） | 無所属 （무소속）                     | 在野勢力の独自候補擁立派（独候派）が擁立。12月14日に大統領候補を辞退 |
| 申正一 （신정일） | 韓主義統一韓国党 （한주의통일한국당） |                                                                      |
| 金善積 （김선적） | 一体民主党 （일체민주당）             | 投票日前の12月12日に盧泰愚候補の支持を表明し、立候補を辞退           |

## 選挙運動
選挙運動期間中の1987年11月29日、大韓航空機爆破事件が発生。さらに投票日前日には、その実行犯である金賢姫が韓国に移送された。

## 選挙結果
- 投票率：89.2％（投票者数：23,066,419／全有権者数：25,873,624）

韓国中央選挙管理委員会の「歴代選挙情報システム」より。なお投票者には軍人など不在者投票した有権者も含まれている。　
| 当落 | 候補者 | 政党名           | 得票数    | 得票率 |
| ---- | ------ | ---------------- | --------- | ------ |
| 当選 | 盧泰愚 | 民主正義党       | 8,282,738 | 36.64% |
|      | 金泳三 | 統一民主党       | 6,337,581 | 28.03% |
|      | 金大中 | 平和民主党       | 6,113,375 | 27.04% |
|      | 金鍾泌 | 新民主共和党     | 1,823,067 | 8.06%  |
|      | 申正一 | 韓主義統一韓国党 | 46,650    | 0.20%  |
| 市・道       | 盧泰愚 （民主正義党） | 盧泰愚 （民主正義党） | 金泳三 （統一民主党） | 金泳三 （統一民主党） | 金大中 （平和民主党） | 金大中 （平和民主党） | 金鍾泌 （新民主共和党） | 金鍾泌 （新民主共和党） |
| 市・道       | 得票数                | 得票率                | 得票数                | 得票率                | 得票数                | 得票率                | 得票数                  | 得票率                  |
| ------------ | --------------------- | --------------------- | --------------------- | --------------------- | --------------------- | --------------------- | ----------------------- | ----------------------- |
| ソウル特別市 | 1,682,824             | 29.95％               | 1,637,347             | 29.14％               | 1,833,010             | 32.62％               | 460,988                 | 8.20％                  |
| 釜山直轄市   | 640,622               | 32.10％               | 1,117,011             | 55.98％               | 182,409               | 9.14％                | 51,663                  | 2.58％                  |
| 大邱直轄市   | 800,363               | 70.69％               | 274,880               | 24.28％               | 29,831                | 2.63％                | 23,230                  | 2.05％                  |
| 仁川直轄市   | 326,186               | 39.35％               | 248,604               | 29.99％               | 176,611               | 21.30％               | 76,333                  | 9.20％                  |
| 光州直轄市   | 22,943                | 4.81％                | 2,471                 | 0.51％                | 449,554               | 94.41％               | 1,111                   | 0.23％                  |
| 京畿道       | 1,204,235             | 41.44％               | 800,274               | 27.54％               | 647,934               | 22.30％               | 247,259                 | 8.51％                  |
| 江原道       | 456,596               | 59.33％               | 240,585               | 26.11％               | 81,478                | 8.84％                | 49,954                  | 5.42％                  |
| 忠清北道     | 355,222               | 46.89％               | 213,851               | 28.23％               | 83,132                | 10.97％               | 102,456                 | 13.52％                 |
| 忠清南道     | 402,491               | 26.22％               | 246,527               | 16.06％               | 190,772               | 12.42％               | 691,214                 | 45.03％                 |
| 全羅北道     | 160,760               | 14.13％               | 17,130                | 1.50％                | 948,955               | 83.46％               | 8,629                   | 0.75％                  |
| 全羅南道     | 119,229               | 8.16％                | 16,826                | 1.15％                | 1,317,990             | 90.28％               | 4,831                   | 0.33％                  |
| 慶尚北道     | 1,108,035             | 66.38％               | 470,189               | 28.17％               | 39,756                | 2.38％                | 43,227                  | 2.58％                  |
| 慶尚南道     | 792,757               | 41.17％               | 987,042               | 51.26％               | 86,804                | 4.50％                | 51,242                  | 2.66％                  |
| 済州道       | 120,502               | 49.77％               | 64,844                | 26.78％               | 45,139                | 18.64％               | 10,930                  | 4.51％                  |
出典：韓国中央選挙管理委員会の「歴代選挙情報システム」

### 解説
事実上、「1盧3金」の4人による争いとなった選挙の結果、与党・民正党の盧泰愚候補が勝利した。しかし、盧泰愚の得票率は36％余りに留まり、金泳三（民主党）・金大中（平民党）の合計得票率が55.0％と過半数を上回ったことから、野党陣営の分裂に助けられた部分が大きかった。
また、有力候補者が地域感情を動員した選挙戦を展開したことで、嶺南（盧泰愚・金泳三）や湖南（金大中）、忠清道（金鐘泌）において有力候補者たちの得票が全国平均よりも極端に高く現れる結果となった。ただしこの選挙では、盧泰愚陣営の不正や三金陣営への選挙妨害があった事などが三金陣営側から選挙後に指摘されるなど、公正な選挙であったのか当時議論を呼んでいる。